# 大理日报
《大理日报》，是中国共产党大理白族自治州委员会机关报，在中华人民共和国云南省大理白族自治州境内公开发行。

## 沿革
1950年1月，由彭泽霖（原大理人民中学校长、边纵七支队政治处干部）负责创办《大理日报》，当月正式出版。4月奉命停刊。1958年6月1日，中共大理州委决定重办机关报，定名为《跃进报》，为双日报。1958年10月1日，改名为《大理日报》。1961年4月改为双日刊。
“文革”开始后，大理州委四清工作组将大理日报社打成“三家村”在大理的“代销店、根据地和落脚点”，作出1966年7月1日停刊的决定，并对30多位人员进行批判斗争。1979年4月20日，中共大理州委为大理日报平反。
1968年10月，由大理州革命委员会创办《新大理报》，每周两期。1969年6月16日，应省革委会“专州报纸应加以整顿”的指示停办。1978年10月1日，大理州委创办半公开性的机关报《大理简讯》，每周一期。1981年12月10日停刊。
后大理州委创办《大理报》，1982年1月1日起公开发行，每周两期。1982年起《大理报》在省内公开发行，1986年起在国内公开发行。1996年7月1日，再次恢复原名《大理日报》。2005年1月1日，《大理日报》从对开4版改为对开8版。
2023年10月，大理广播电视台、大理日报社合并组成大理州融媒体中心。